# 米亞瓦區
48°45′2″N 17°33′55″E / 48.75056°N 17.56528°E

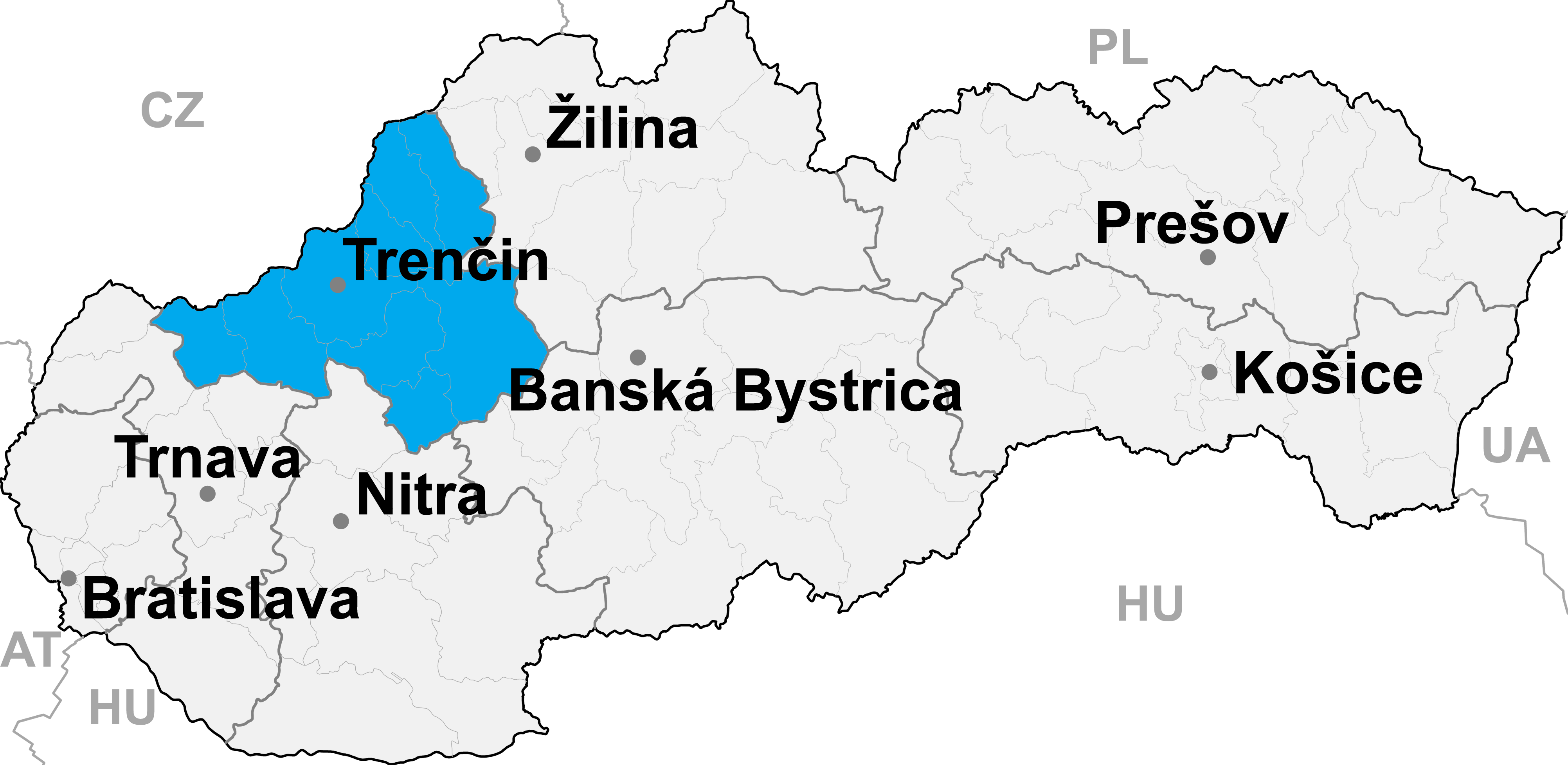

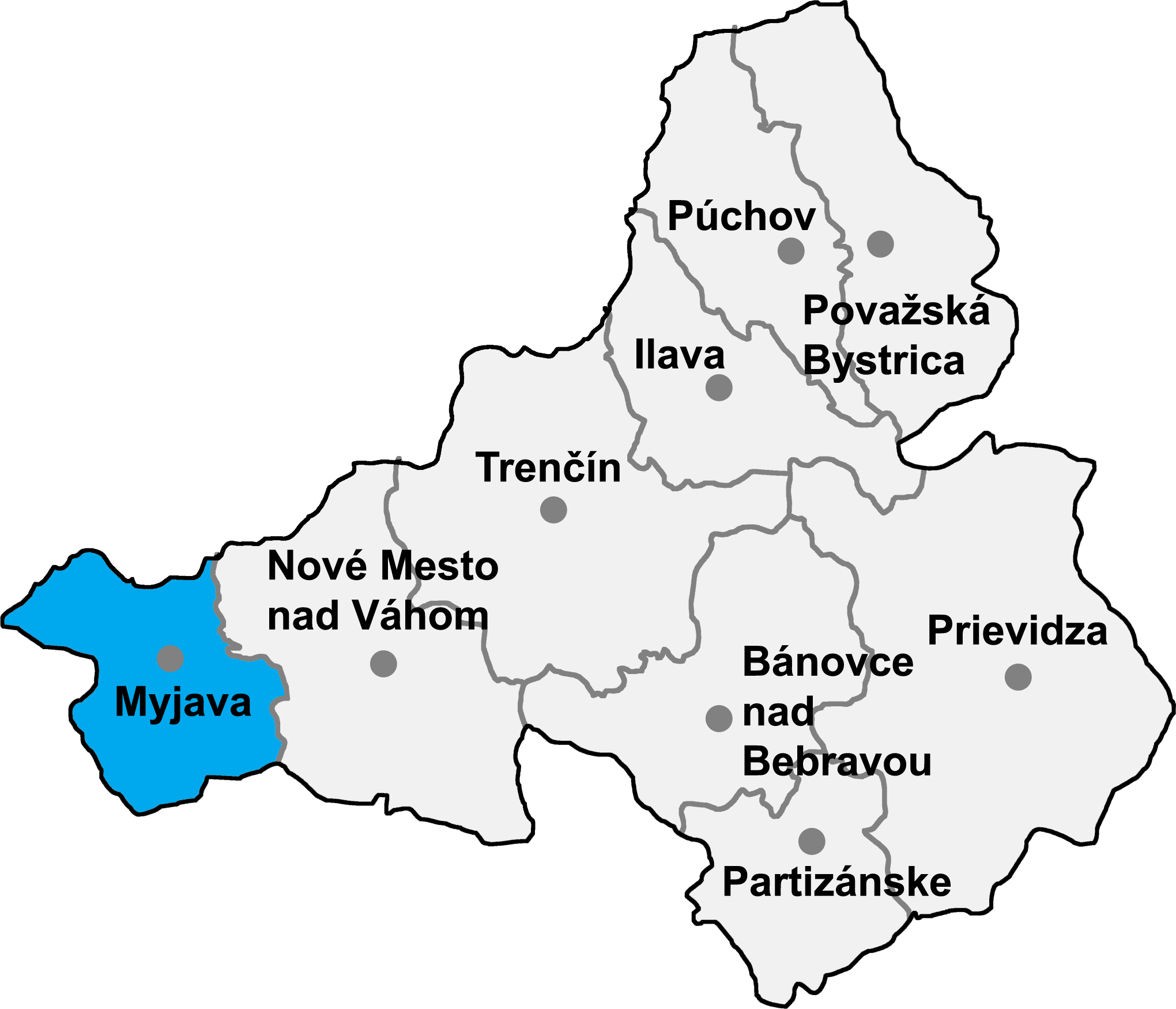

米亞瓦區，是斯洛伐克的一個區，位於該國西部，由特倫欽州負責管轄，面積326平方公里，2008年該區人口28,137，人口密度為每平方公里86人。